# Niketche: Uma História de Poligamia
Niketche. Uma História de Poligamia és una novel·la publicada el 2002 per l'escriptora moçambiquesa Paulina Chiziane. Va guanyar el primer Premi José Craveirinha de Literatura instituït per l'Associação dos Escritores Moçambicanos el 2003 juntament amb Mia Couto.
El títol del llibre es refereix a una dansa tradicional practicat al nord de Moçambic. Una dansa que la mateixa escriptora defineix com la dansa del sol i de la lluna, del vent i de la pluja (...) que immobilitza el cos i fa que volar l'ànima (p.160)

## Sinopsi
Escrit després de Balada de Amor Ao vento, la novel·la representa i se situa en una seqüència de novel·les sobre el tema de la poligàmia. Les protagonistes femenines representen la diversitat cultural de les identitats geogràfiques de Moçambic com a únic protagonista masculí que representa la nació en la seva totalitat. Rami és el nom de la primera esposa de Tony. Després de les contínues absències del seu marit Rami decideix investigar la realitat del seu matrimoni. Comença així un procés de desembolicament de màscares que porta a la trobada amb les múltiples realitats regionals de signe femení a Moçambic.

## Perspectiva Feminista
La novel·la té un missatge clar per a totes les dones, són "més amigues, més solidàries" per unir-se en una força i lluitar una batalla comuna d'independència i amor just i lleial. No obstant això, l'autora que parla a través de la veu de Rami, declara obertament estar en contra de la poligàmia. Les dones unides mai no podran ser vençudes. La unió que representen les dones al llibre és la unitat nacional. Cada dona té el seu origen en una zona geogràfica diferent del país. Les diferències entre el nord i el sud s'expressen a través de les pàgines amb un cert to de rivalitat especialment en relació amb l'home nació. La solució que es presenta al final del llibre és una alternativa feminista al sistema nacional de tipus patriarcal.